# Стшелин
Стше́лин (пол. Strzelin, нем. Strehlen) — город в Польше, входит в Нижнесилезское воеводство, Стшелинский повят. Имеет статус городско-сельской гмины. Занимает площадь 10,32 км². Население — 12 289 человек (на 2004 год).

## Персоналии
В Стшелине родился Пауль Эрлих — немецкий химик, лауреат Нобелевской премии по физиологии и медицине в 1908 году.

## Галерея

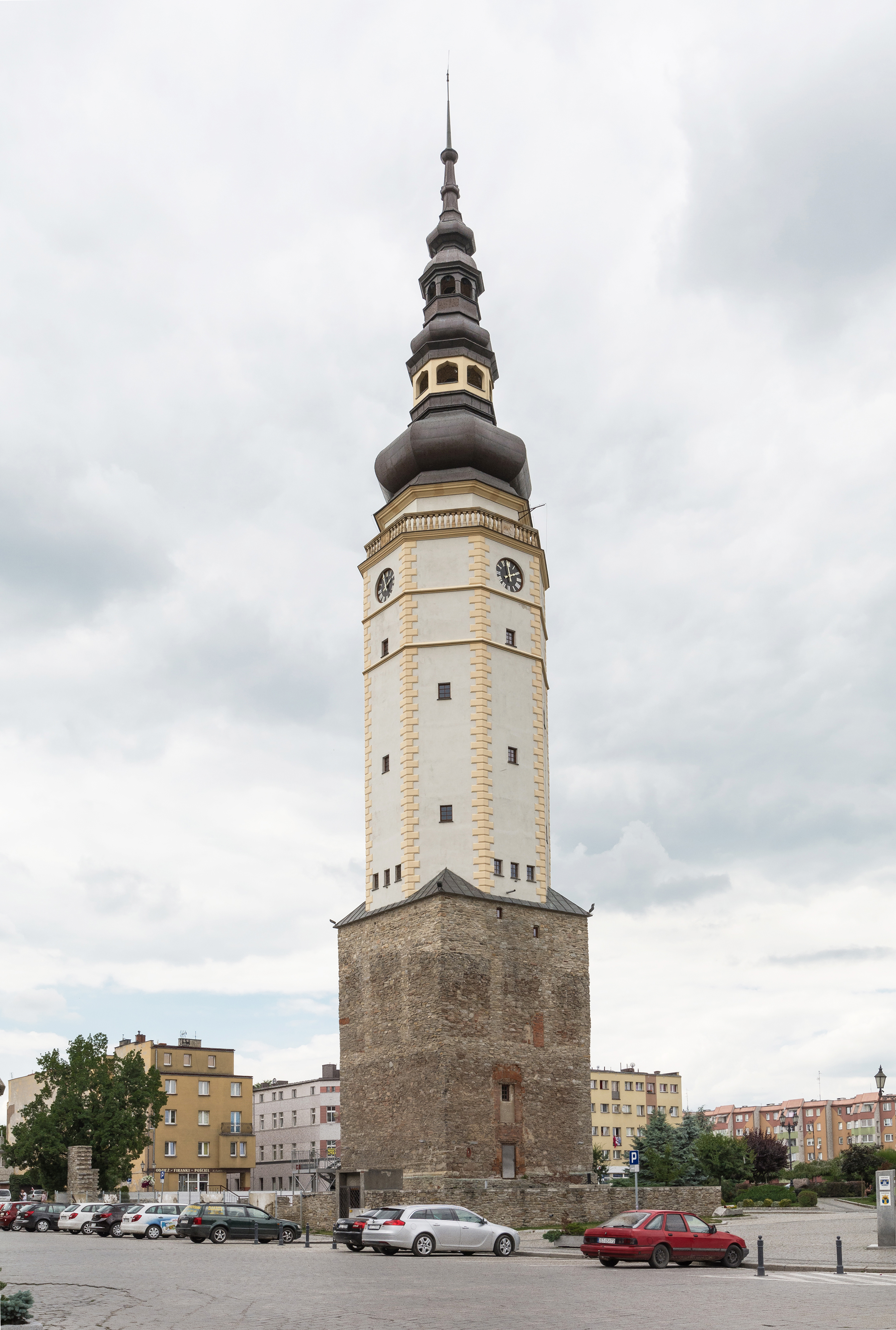
Башня старой ратуши в 2016 году
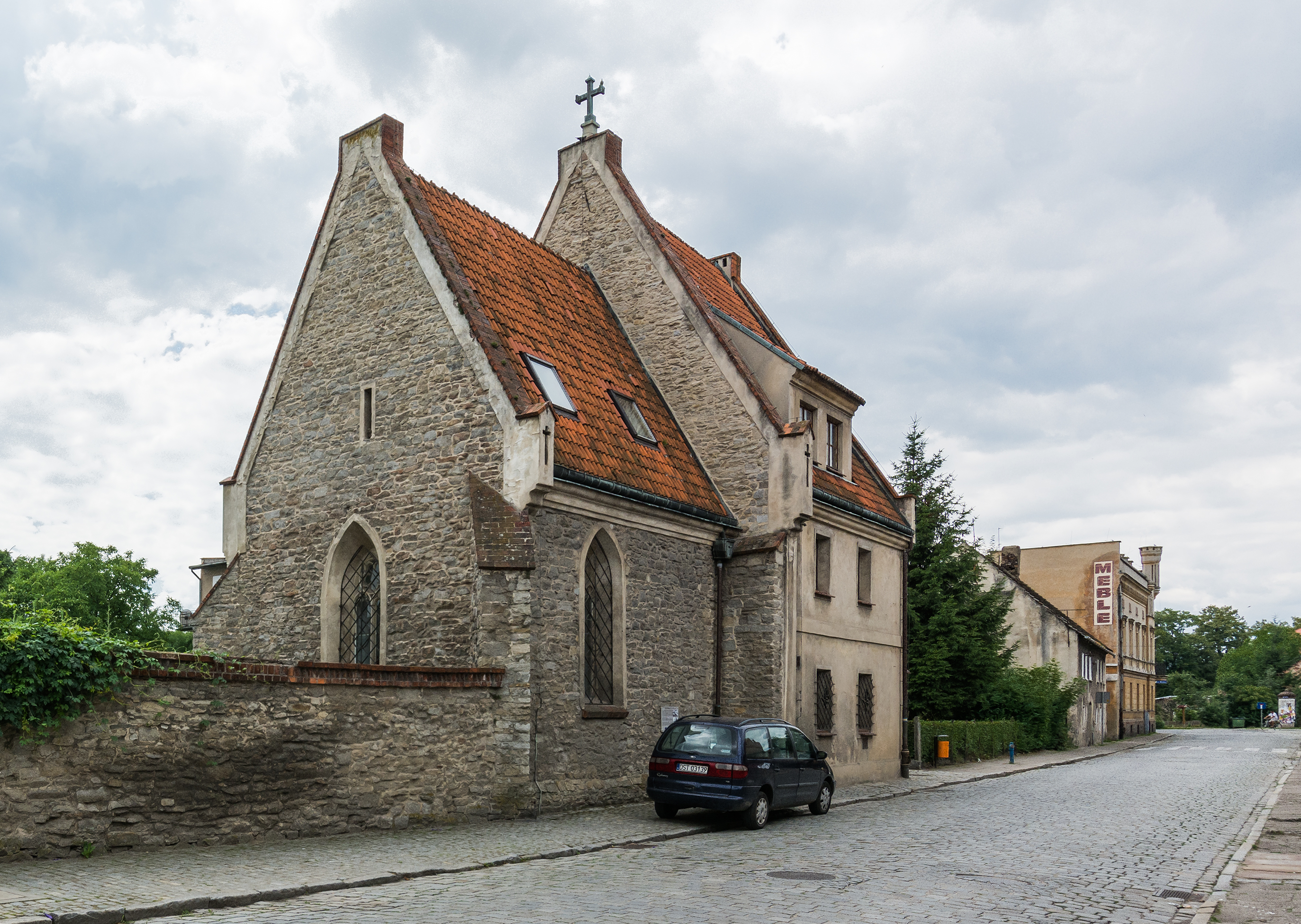
Часовня госпиталя святого Георга
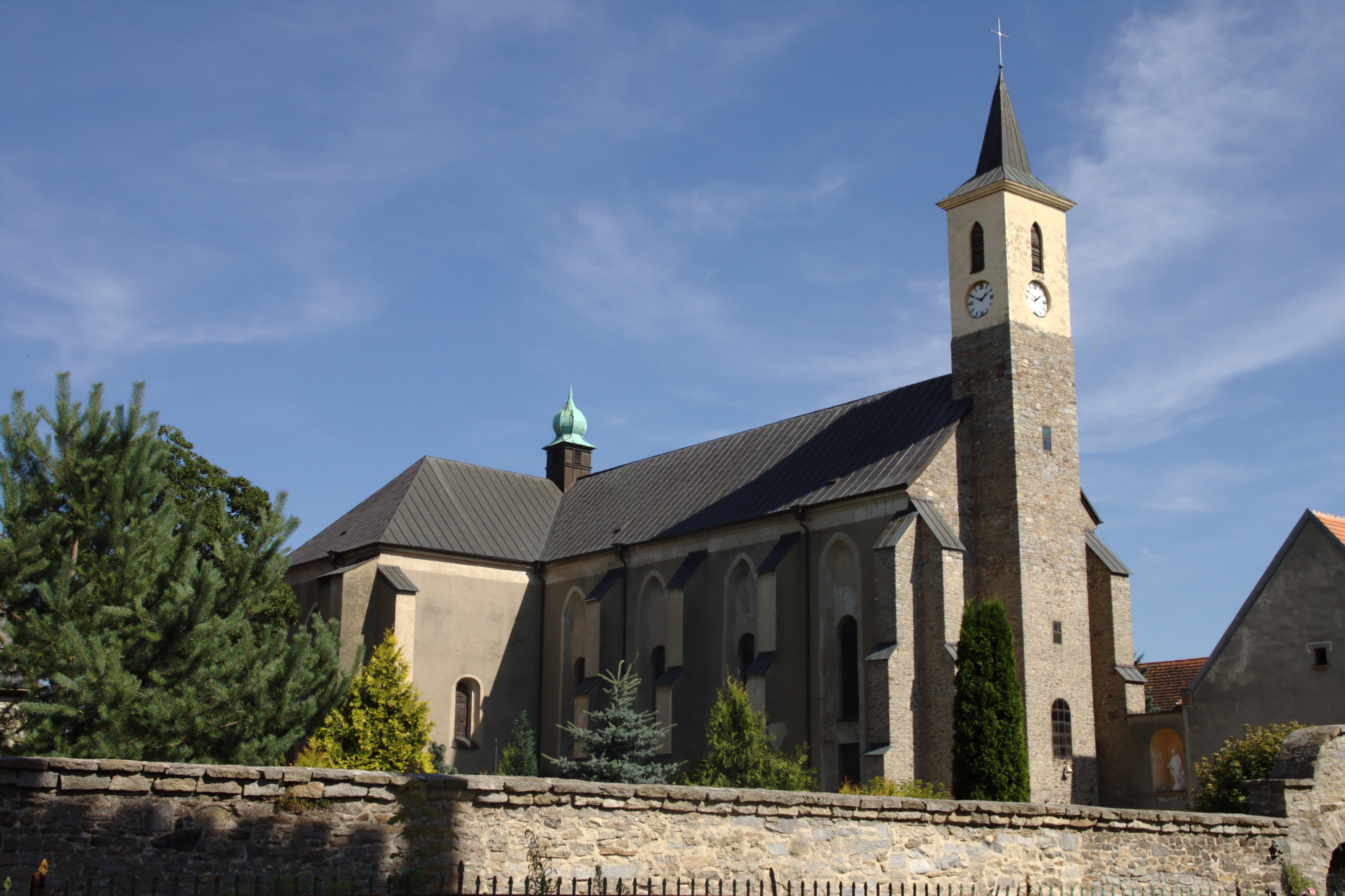
Костёл Воздвижения Святого Креста в Монастыре сестёр милосердия
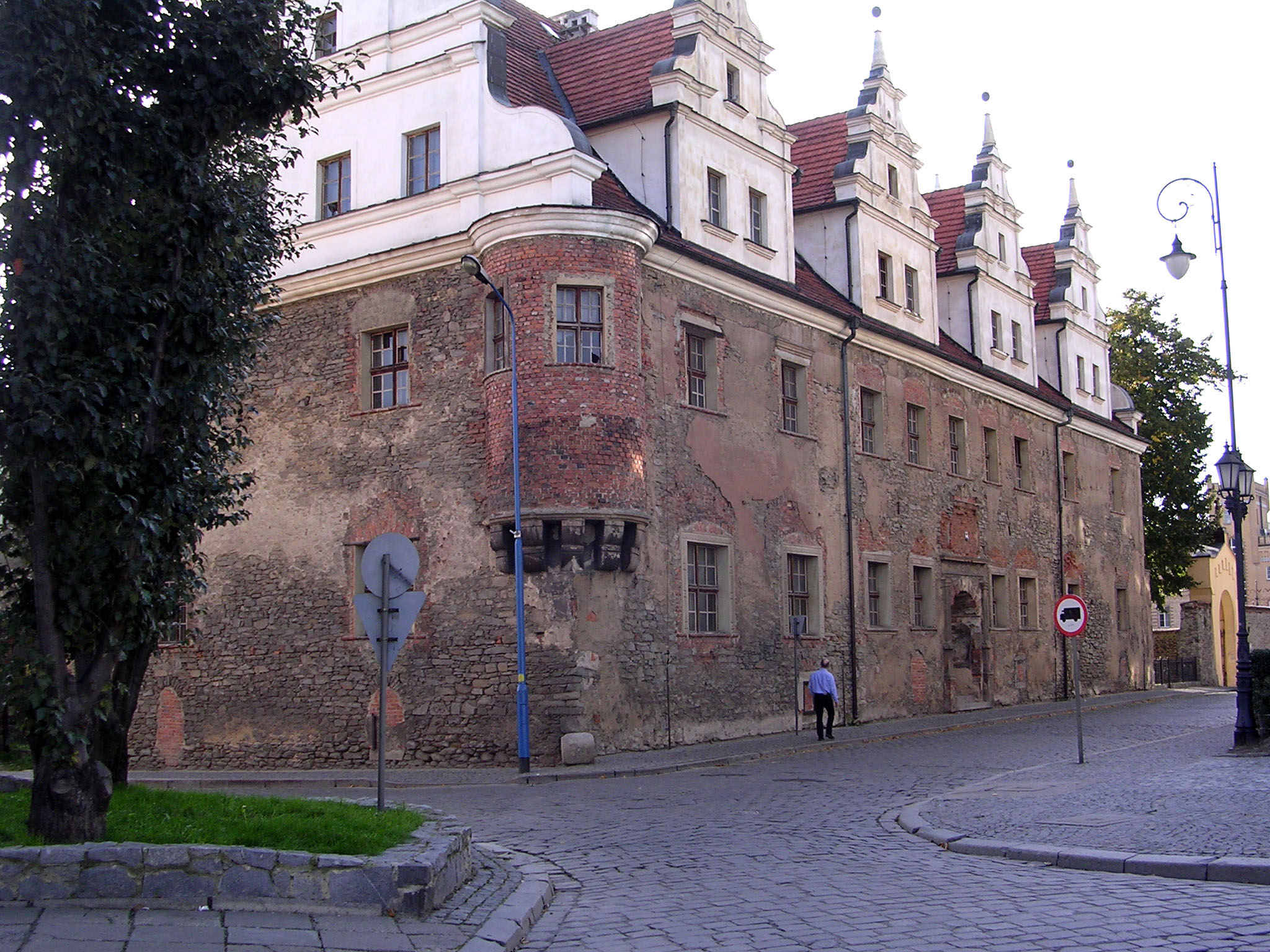
Княжеский дом
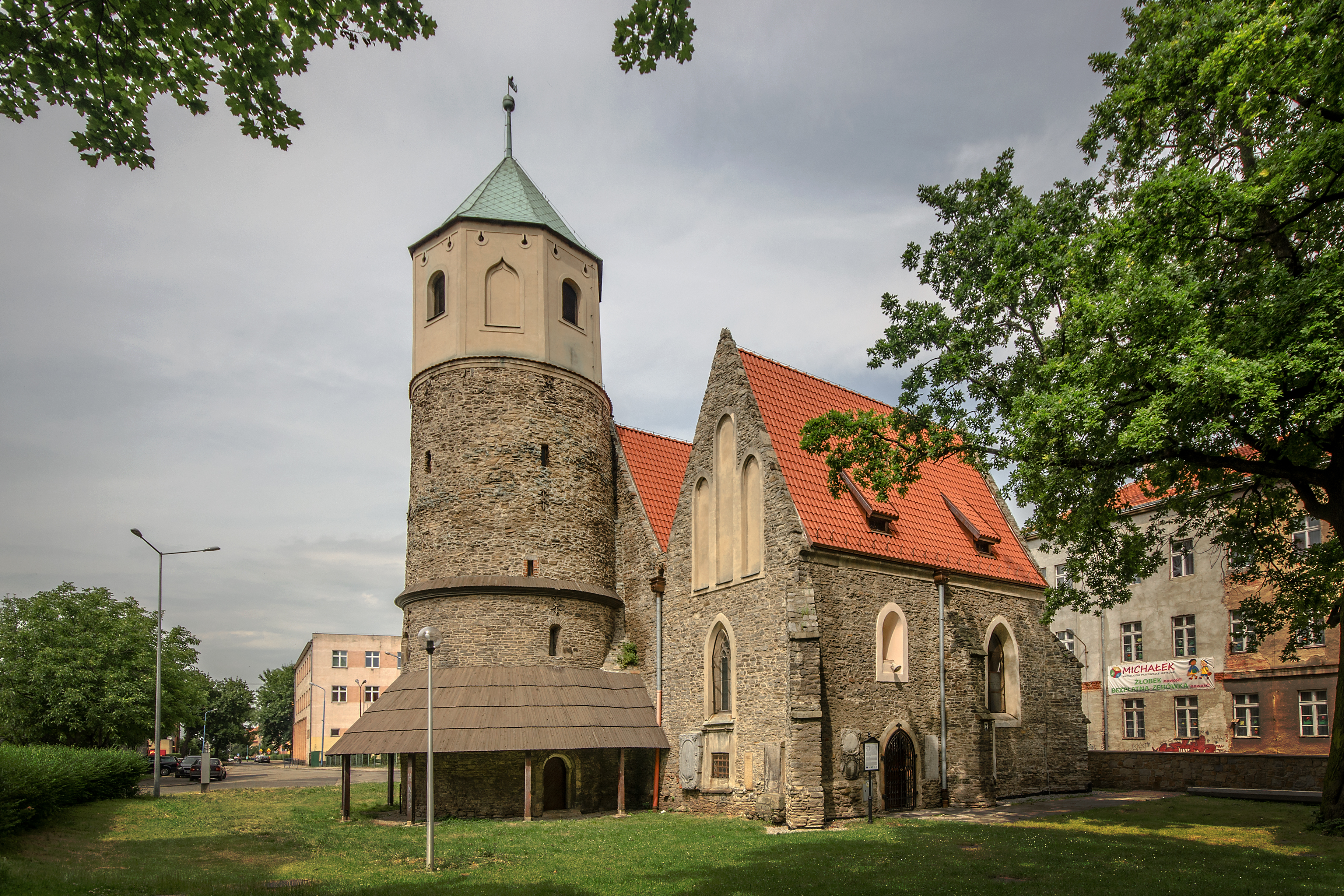
Костёл Святого Готарда
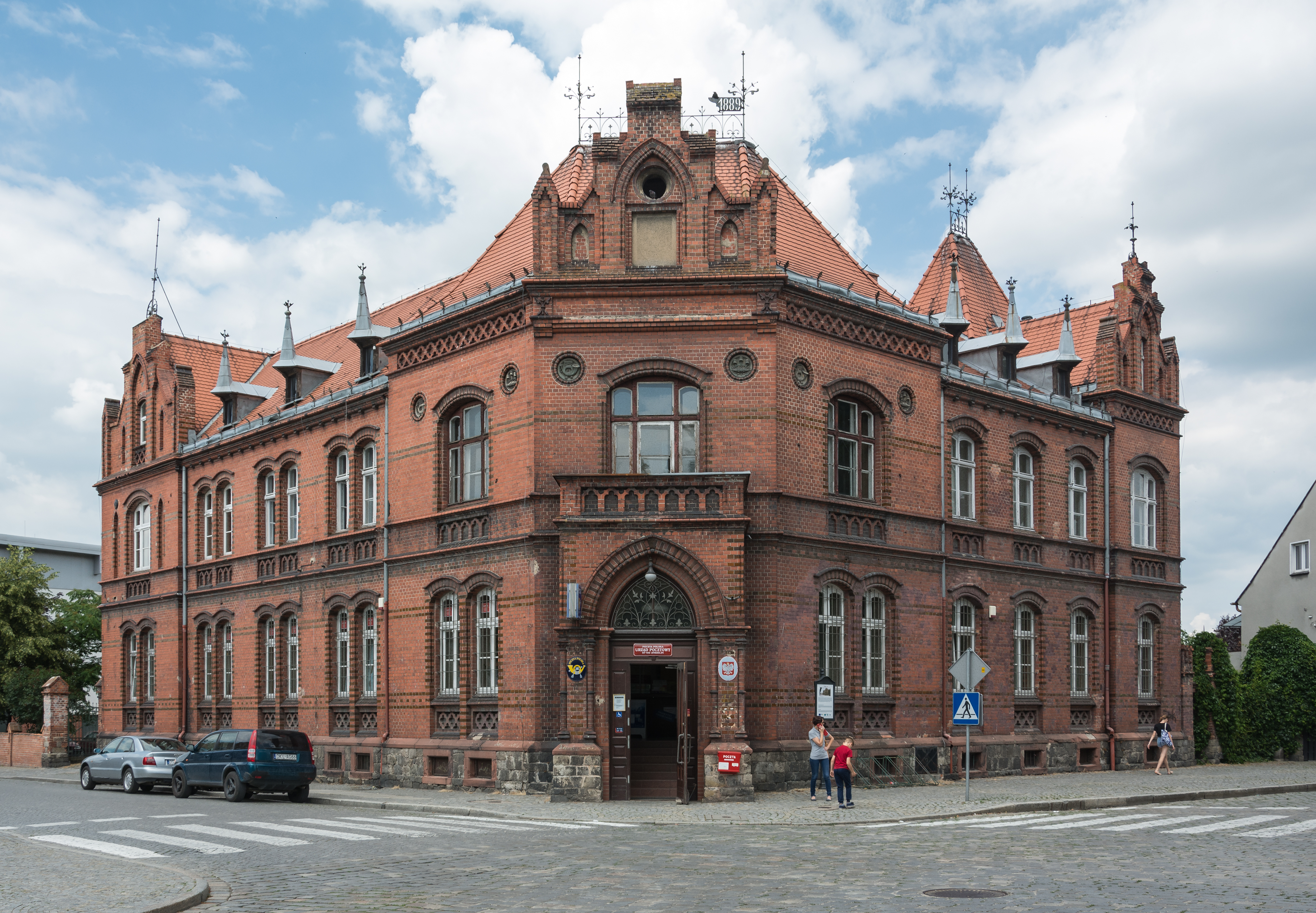
Почта